# Nobody's Perfekt

Nobody's Perfekt est un film américain réalisé par Peter Bonerz et sorti en 1981.

## Synopsis
À Miami, trois misanthropes frustrés tentent de poursuivre la ville en justice.

## Fiche technique
- Réalisation : Peter Bonerz
- Scénario : Tony Kenrick
- Production : Columbia Pictures
- Photographie : James Pergola
- Musique : David McHugh
- Montage : Neil Travis
- Genre : Comédie
- Durée : 96 minutes
- Date de sortie : août 1981 ( États-Unis)

## Distribution
- Gabe Kaplan : Dibley
- Alex Karras : Swaboda
- Robert Klein : Walter
- Susan Clark : Carol
- Paul Stewart : Dr. Segal
- Alex Rocco : The Boss